# جف کولیر
جف کولیر (انگلیسی: Geoff Collier؛ زادهٔ ۲۵ ژوئیهٔ ۱۹۵۰) بازیکن فوتبال اهل بریتانیا است.
از باشگاه‌هایی که در آن بازی کرده‌است می‌توان به باشگاه فوتبال مکلسفیلد تاون اشاره کرد.